# Metoxamina
La Metoxamina es una amina simpaticomimética con actividad adrenérgica y dopaminérgica.

## Acción terapéutica
Estimulante cardíaco.

## Indicaciones
Estados hipotensivos que acompañan a la administración de anestésicos raquídeos y fármacos antihipertensivos, durante o después de la administración de ciclopropano o de anestésicos halogenados y para detener la taquicardia supraventricular.

## Reacciones adversas
Las principales reacciones adversas incluyen cefaleas, sensación de frío, otras sensaciones cutáneas resultantes de la piloerección, sensación de ahogo en cuello y pecho, deseos de orinar, bradicardia excesiva y vómitos explosivos luego de la administración de altas dosis de metoxamina.

## Precauciones y advertencias
Administrar con precaución a pacientes con enfermedades cardiovasculares. Se recomienda ajustar las dosis iniciales en pacientes con hipertiroidismo, los que hayan recibido tratamiento con inhibidores de la monoaminooxidasa en las dos semanas anteriores, y en aquellos hipertensos con descenso temporal de la presión arterial debido a anestesia espinal. No es recomendable utilizar junto con anestésicos locales para prolongar su acción en los lugares de aplicación. No administrar durante el embarazo y la lactancia.

## Interacciones
Otras sustancias simpaticomiméticas como los descongestivos, algunos supresores del apetito y drogas psicoestimulantes similares a la anfetamina o los inhibidores de la monoaminooxidasa interfieren el catabolismo de metoxamina y pueden producir un aumento del efecto de esta droga.

## Contraindicaciones
Hipersensibilidad a la droga e hipertensión grave preexistente.

## Sobredosificación
La hipertensión arterial se puede tratar mediante la administración de fentolamina (5mg) por vía intravenosa.
- Datos: Q685119
- Multimedia: Methoxamine / Q685119